# 3e étape du Tour de France 1994
Pour un article plus général, voir Tour de France 1994.
La 3e étape du Tour de France 1994 a lieu le 5 juillet 1994 entre la ville de Calais et l'entrée française du tunnel sous la Manche, à Coquelles, sur une distance de 66,5 km. Elle est disputée sous la forme d'un contre-la-montre par équipes et est remportée par la GB-MG Boys Maglificio.

## Parcours
L'étape est disputée contre-la-montre par équipes et consiste en une boucle dans le Calaisis. Après s'être enfoncé dans les terres, le tracé revient vers le littoral en prenant la direction du cap Gris-Nez, puis longe la côte jusqu'à Sangatte en passant par le cap Blanc-Nez. L'arrivée est jugée à Coquelles, à l'entrée française du tunnel sous la Manche, inauguré deux mois plus tôt, le 6 mai 1994, par la reine Élisabeth II et le président François Mitterrand. Vallonné, le parcours est jalonné de deux pointages intermédiaires, jugés à Locquinghen et Wissant.

## La course
Vainqueur du précédent contre-la-montre par équipes, disputé l'année précédente, à l'occasion de la 4e étape du Tour de France 1993, l'équipe GB-MG réitère sa performance, malgré un renouvellement de moitié de son effectif, et devance les Motorola d'un Lance Armstrong, champion du monde en titre, en grande forme. Le succès des GB-MG permet à Johan Museeuw de s'emparer de la tête du classement général, et de retrouver le maillot jaune, porté durant deux jours l'année précédente. Porteur depuis le prologue, Christopher Boardman le perd donc juste avant les deux étapes disputées dans son pays, le Royaume-Uni, son équipe, GAN, n'ayant pris que la septième place de l'étape. Comme lors du prologue, le duel entre les deux favoris du Tour, Miguel Indurain et Tony Rominger, tourne en faveur du premier, son équipe Banesto devançant les Mapei-CLAS de 24 secondes. Enfin, deux jours après avoir perdu son sprinter Wilfried Nelissen, l'équipe Novemail est victime d'une chute collective qui contraint Bruno Cornillet à l'abandon.

## Classement de l'étape
| Classement de la 2e étape | Classement de la 2e étape | Classement de la 2e étape | Classement de la 2e étape | Classement de la 2e étape |
|                           | Coureur                   | Pays                      | Équipe                    | Temps                     |
| ------------------------- | ------------------------- | ------------------------- | ------------------------- | ------------------------- |
| 1er                       | GB-MG Boys Maglificio     | Italie                    | '                         | en 1 h 20 min 31 s        |
| 2e                        | Motorola                  | États-Unis                |                           | + 6 s                     |
| 3e                        | Banesto                   | Espagne                   |                           | + 18 s                    |
| 4e                        | Castorama                 | France                    |                           | + 27 s                    |
| 5e                        | Mapei-CLAS                | Italie                    |                           | + 42 s                    |
| 6e                        | Gewiss-Ballan             | Italie                    |                           | + 1 min 2 s               |
| 7e                        | Lampre-Panaria            | Italie                    |                           | + 1 min 15 s              |
| 8e                        | GAN                       | France                    |                           | + 1 min 17 s              |
| 9e                        | Polti-Vaporetto           | Italie                    |                           | + 1 min 23 s              |
| 10e                       | Wordperfect-Colnago-Decca | Pays-Bas                  |                           | + 1 min 55 s              |
| modifier                  |                           |                           |                           |                           |

## Classement général
| Classement général après la 3e étape | Classement général après la 3e étape | Classement général après la 3e étape | Classement général après la 3e étape | Classement général après la 3e étape |
|                                      | Coureur                              | Pays                                 | Équipe                               | Temps                                |
| ------------------------------------ | ------------------------------------ | ------------------------------------ | ------------------------------------ | ------------------------------------ |
| 1er                                  | Johan Museeuw                        | Belgique                             | GB-MG Boys Maglificio                | en 12 h 20 min 39 s                  |
| 2e                                   | Miguel Indurain                      | Espagne                              | Banesto                              | + 10 s                               |
| 3e                                   | Rolf Sörensen                        | Danemark                             | GB-MG Boys Maglificio                | + 19 s                               |
| 4e                                   | Flavio Vanzella                      | Italie                               | GB-MG Boys Maglificio                | + 22 s                               |
| 5e                                   | Lance Armstrong                      | États-Unis                           | Motorola                             | + 22 s                               |
| 6e                                   | Steve Bauer                          | Canada                               | Motorola                             | + 27 s                               |
| 7e                                   | Armand de Las Cuevas                 | France                               | Castorama                            | + 28 s                               |
| 8e                                   | Thierry Marie                        | France                               | Castorama                            | + 33 s                               |
| 9e                                   | Sean Yates                           | Royaume-Uni                          | Motorola                             | + 34 s                               |
| 10e                                  | Tony Rominger                        | Suisse                               | Mapei-CLAS                           | + 38 s                               |
| modifier                             |                                      |                                      |                                      |                                      |

## Classements annexes

### Classement par points
| Classement par points | Classement par points    | Classement par points | Classement par points   | Classement par points |
| --------------------- | ------------------------ | --------------------- | ----------------------- | --------------------- |
|                       | Coureur                  | Pays                  | Équipe                  | Point(s)              |
| 1er                   | Djamolidine Abdoujaparov | Ouzbékistan           | Polti-Vaporetto         | 73 points             |
| 2e                    | Olaf Ludwig              | Allemagne             | Telekom-Merckx          | 60 pts                |
| 3e                    | Silvio Martinello        | Italie                | Mercatone Uno-Medeghini | 56 pts                |
| modifier              |                          |                       |                         |                       |

### Classement du meilleur grimpeur
| Classement du meilleur grimpeur | Classement du meilleur grimpeur | Classement du meilleur grimpeur | Classement du meilleur grimpeur | Classement du meilleur grimpeur |
| ------------------------------- | ------------------------------- | ------------------------------- | ------------------------------- | ------------------------------- |
|                                 | Coureur                         | Pays                            | Équipe                          | Point(s)                        |
| 1er                             | Peter De Clercq                 | Belgique                        | Lotto-Caloi                     | 25 points                       |
| 2e                              | Herman Frison                   | Belgique                        | Lotto-Caloi                     | 11 pts                          |
| 3e                              | Claudio Chiappucci              | Italie                          | Carrera-Tassoni                 | 7 pts                           |
| modifier                        |                                 |                                 |                                 |                                 |

### Classement du meilleur jeune
| Classement général du meilleur jeune | Classement général du meilleur jeune | Classement général du meilleur jeune | Classement général du meilleur jeune | Classement général du meilleur jeune |
|                                      | Coureur                              | Pays                                 | Équipe                               | Temps                                |
| ------------------------------------ | ------------------------------------ | ------------------------------------ | ------------------------------------ | ------------------------------------ |
| 1er                                  | Lance Armstrong                      | États-Unis                           | Motorola                             | en 12 h 21 min 1 s                   |
| 2e                                   | Laurent Desbiens                     | France                               | Castorama                            | + 31 s                               |
| 3e                                   | Abraham Olano                        | Espagne                              | Mapei-CLAS                           | + 34 s                               |
| modifier                             |                                      |                                      |                                      |                                      |

### Classement par équipes
| Classement par équipes | Classement par équipes | Classement par équipes | Classement par équipes |
|                        | Équipe                 | Pays                   | Temps                  |
| ---------------------- | ---------------------- | ---------------------- | ---------------------- |
| 1re                    | GB-MG Boys Maglificio  | Italie                 | en 37 h 2 min 44 s     |
| 2e                     | Motorola               | États-Unis             | + 27 s                 |
| 3e                     | Banesto                | Espagne                | + 44 s                 |
| modifier               |                        |                        |                        |